# Geraint
Geraint è un personaggio del folklore gallese e del ciclo arturiano, re di Dumnonia e valente guerriero. Come per la maggior parte dei personaggi delle leggende arturiane, la sua storicità è dibattuta.

## Personaggio storico
Secondo il racconto Culhwch e Olwen, il padre di Geraint era Erbin. Questo porta all'identificazione di Geraint con Gerren Llyngesoc, che ereditò presumibilmente il trono di Dumnonia dal padre Erbin alla fine del V secolo. Secondo le Triadi gallesi era uno dei "Tre navigatori della Britannia". La sua morte sarebbe ricordata nella Elegia per Geraint alla battaglia di Llongborth, sebbene questa sia attribuita anche a re Geraint di Dumnonia dell'VIII secolo. Gli successe il figlio Cado.
Un altro candidato all'identificazione con il Geraint letterario è San Gerren, un sovrano della Dumnonia di poco posteriore. Un "Geraint del sud" compare nella battaglia di Catraeth (circa 600) nel poema Y Gododdin attribuito ad Aneirin. Un re Geraint compare anche nella Vita di San Teilo e ci sono leggende locali su un re Geraint, santo patrono di Gerrans, vicino a Falmouth, che sarebbe stato sepolto a Carne Beacon, vicino a Veryan. Viene festeggiato il 10 agosto.

## Leggenda arturiana
È probabilmente più famoso come il protagonista del racconto gallese Geraint ed Enid, dove diventa amante di Enid. Geraint ed Enid è uno dei tre romanzi gallesi associati al Mabinogion. Questa storia ha stretti parallelismi con l'Erec ed Enide di Chrétien de Troyes. Secondo alcuni studiosi entrambe le opere deriverebbero da una comune fonte perduta, ma molti ritengono che la versione gallese derivi direttamente o indirettamente proprio da quella di Chrétien. Se così fosse Erec sarebbe stato rinominato Geraint per il pubblico gallese che non aveva familiarità con il protagonista di Chrétien. Il Geraint ed Enid fu rielaborato da Alfred Tennyson nei poemi Il matrimonio di Geraint e Geraint ed Enid, che fanno parte dei suoi Idilli del re.

## Geraint ed Enid

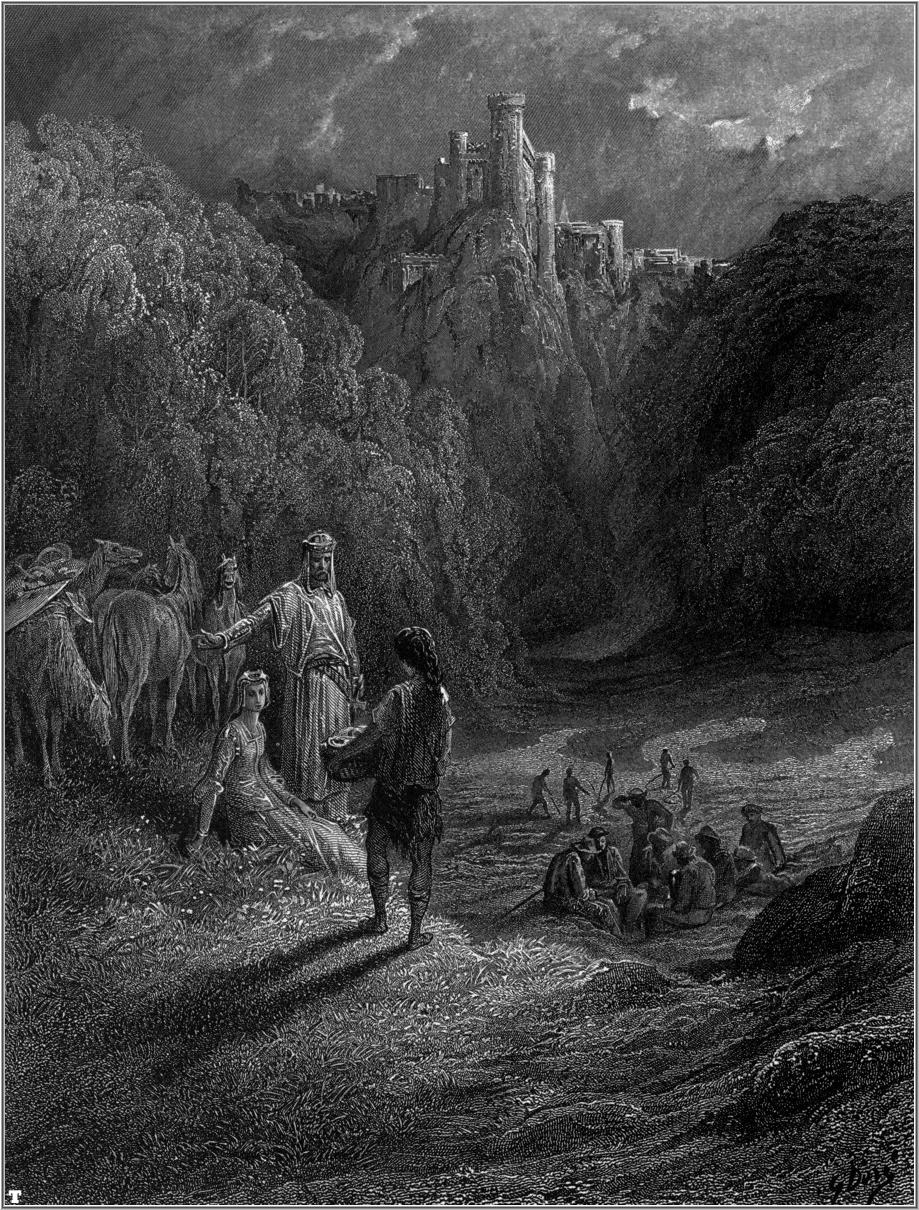
Geraint con la moglie Enid, illustrazione di Gustave Doré degli Idilli del re di Alfred Tennyson.

Si tratta di una storia d'amore, tradotta in inglese – nel XIX secolo assieme agli altri undici testi che compongono il ciclo dei Mabinogion – da Lady Charlotte Guest e da lei intitolata Gereint figlio di Erbin.
Dopo Owain o la dama della fontana e Peredur, figlio di Efrawg il Gereint ed Enid è l'ultimo dei tre romanzi di materia arturiana appartenenti al ciclo celtico.
Enid è la splendida figlia di un potente signore caduto in disgrazia. Gereint, un coraggioso cavaliere della corte di Re Artù, la incontra per caso durante una cerca per vendicare Ginevra dagli oltraggi subiti ad opera di un cavaliere spregiudicato, e se ne innamora. Sprovvisto di armi e scudo, il giovane cavaliere necessitava di un dono prima di poter lavare l'onta subita dalla sua regina.
Entra in scena quindi il padre della giovane Enid che, nonostante la sua caduta in disgrazia, fornisce il giovane di tutto l'occorrente per lo scontro. Dotato di spada, scudo e armatura, Gereint sconfigge il nemico durante il torneo dello sparviero e – rispettando il costume – proclama Enid la dama più bella di tutte. In questo modo finisce per dichiararsi alla giovane fanciulla dall'ineffabile bellezza e chiede al suo benefattore la mano della figlia. I due partono alla volta di Camelot, dove celebreranno le proprie nozze.
A questa prima fase di idillio amoroso, si contrappone una situazione ben diversa.
Dopo il matrimonio, infatti, tutto inizia rapidamente a cambiare per il giovane Gereint. L'incredibile, puro e sincero amore per Enid finisce per prevaricare sul suo senso del dovere, inducendolo a trascurare le sue consuete mansioni di cavalleria. Tornei, viaggi, imprese eroiche, ormai non vedono più il giovane cavaliere di Artù combattere in prima linea. Completamente assorbito dalla passione per la sposa, come annebbiato dall'amore e dedito solo alla devozione per Enid, Gereint inizia a suscitare la disapprovazione della corte.
A Camelot si crede che il giovane sposo, avendo rinunciato al suo ruolo di cavaliere per amore, sia diventato meno uomo, meno cavaliere, meno degno di stima. La temporanea cecità di Gereint gli impedisce di vedere le avversità ma Enid, donna più attenta, se ne accorge. Sentendosi la causa delle malelingue di palazzo, la giovane si rende conto di essere la causa non solo dell'allontanamento di Gereint dai suoi doveri, ma anche delle calunnie che a corte si dicono di lui. Triste e disperata, non riuscendo più a controllare i suoi sentimenti, Enid una notte scoppia in lacrime mentre guarda lo sposo a letto. Le sue parole di disperazione svegliano Gereint che, interrogatala con insistenza sull'origine di quella sconsolatezza, la convince contro ogni sua intenzione a parlare. Le buone intenzioni della giovane amante non vengono comprese: quelle lacrime, simbolo del senso di colpa, vengono interpretate dal cavaliere come stille di vergogna e diventano causa prima della ‘condanna’ della povera Enid. Dubbioso nei riguardi dell'amore della sposa, temendo un suo tradimento, Gereint decide di partire alla volta di una nuova avventura assieme alla moglie, costretta ad un forzato silenzio: pena di contrappasso per le infauste parole pronunciate. La sua virtù cavalleresca verrà pian piano risanata e al contempo la giovane protagonista si riscatterà dimostrando la sua totale fedeltà al marito.